# Manteigas
Manteigas (mɐ̃'tɐigɐʃ) è un comune portoghese di 4 094 abitanti situato nel distretto di Guarda.
È posto in bella posizione nella "Valle del rio Zêzere" all'altitudine di 775 m. con edifici settecenteschi.
Fa parte della regione della Beira Alta ed è al centro del Parque Natural da Serra de Estrêla, la più vasta area protetta del Portogallo (1000 ha.) che comprende la Serra da Estrela, massima catena portoghese dall'aspetto selvaggio ma ricca di vegetazione, di boschi e pascoli. Da qui si può salire in 6,5 km al "Poço do Inferno" (1006 m), canyon dove scende a cascatelle il torrente Liandros, si può percorrere la valle glaciale coperta da arbusti "vale Glaciario de Zêzere" e andare a 18 km di distanza alle "Penhas Douradas" enormi formazioni rocciose a 1668 metri di altitudine.

## Società

### Evoluzione demografica
| Popolazione di Manteigas (1801 – 2004) | Popolazione di Manteigas (1801 – 2004) | Popolazione di Manteigas (1801 – 2004) | Popolazione di Manteigas (1801 – 2004) | Popolazione di Manteigas (1801 – 2004) | Popolazione di Manteigas (1801 – 2004) | Popolazione di Manteigas (1801 – 2004) | Popolazione di Manteigas (1801 – 2004) | Popolazione di Manteigas (1801 – 2004) |
| -------------------------------------- | -------------------------------------- | -------------------------------------- | -------------------------------------- | -------------------------------------- | -------------------------------------- | -------------------------------------- | -------------------------------------- | -------------------------------------- |
| 1801                                   | 1849                                   | 1900                                   | 1930                                   | 1960                                   | 1981                                   | 1991                                   | 2001                                   | 2004                                   |
| 2000                                   | 2632                                   | 4134                                   | 4080                                   | 5276                                   | 4493                                   | 4192                                   | 3833                                   | 3900                                   |

## Freguesias
- Sameiro
- Santa Maria (Manteigas)
- São Pedro (Manteigas)
- Vale de Amoreira